# Киселица, Одарка Алексеевна
Ода́рка Алексе́евна Кисе́лица (укр. Одарка Олексіївна Киселиця; 1 апреля 1912 — 19 января 1999) — советский и украинский живописец, пейзажистка и портретистка, заслуженный художник Украины (1997).

## Биография
Одарка Киселица родилась в селе Берегомет Вижницкого повята на Буковине (в то время в составе Австро-Венгерской империи) в семье учителей. В 1928—1930 годах изучала живопись в мастерских художника-любителя Рацкого и буковинского художника Пантелеймона Видинивского в Черновцах, а в 1930—1939 годах училась в Пражской академии изобразительных искусств у портретиста Вратислава Нехлебы.
С 1949 года работала в Черновицком художественном фонде. В 1954 году стала членом Национального союза художников УССР, а в 1974 году в Черновцах у неё состоялась первая персональная выставка.
Одарка Киселица работала в области станковой живописи. Она является автором многочисленных портретов, натюрмортов и карпатских пейзажей.
Умерла в 1999 году в Черновцах. Похоронена в селе Лукавцы Вижницкого района Черновицкой области.

## Рецензии
«Работы О. Киселицы — не просто продолжение, а новый важный шаг на историческом пути развития буковинского изобразительного искусства. Они поставили её в один ряд с выдающимися художниками XX века, заполнили большой временной пробел между Николаем Ивасюком, Юстином Пигуляком и поколением, которое творило во второй половине XX века.»
«… По силе и мощи звучания, напряжению мазка Одарку Киселицу можно смело поставить рядом с Ван Гогом, которого она любила.»

## Персональные выставки
Киселица принимала участие во всесоюзных и зарубежных выставках с 1954 года, в том числе:
- Черновцы: 1974, 1988[1], 1992, 1996
- Сучава: 1990
- Киев (Национальный художественный музей Украины): 1997[1].

## Награды
- 1996 — лауреатка литературно-художественной премии имени Сидора Воробкевича[укр.]
- 1997 — заслуженный художник Украины